# Шепоа
Шепоа (фр. Chepoix) насеље је и општина у североисточној Француској у региону Пикардија, у департману Оаза која припада префектури Клермон.
По подацима из 2011. године у општини је живело 389 становника, а густина насељености је износила 43,91 становника/km². Општина се простире на површини од 8,86 km². Налази се на средњој надморској висини од 107 метара (максималној 155 m, а минималној 88 m).

## Демографија
| 1962. | 1968. | 1975. | 1982. | 1990. | 1999. | 2011. |
| ----- | ----- | ----- | ----- | ----- | ----- | ----- |
| 247   | 287   | 259   | 271   | 297   | 302   | 389   |

График промене броја становника у току последњих година